# Паттайя
Патта́йя (тайск. เมืองพัทยา, [mɯ̄a̯ŋ pʰát.tʰā.jāː]; варианты написания — Патта́я, Пхаттхая) — курортный город на юго-востоке Таиланда, в провинции Чонбури. Город расположен на восточном побережье Сиамского залива, примерно в 165 км к юго-востоку от Бангкока.
Население — 115 840 зарегистрированных жителей (по состоянию на 2015), реальное население превышает 500 тыс. жителей (учитывая туристов в пик сезона). Так, за весь 2005 год зарегистрировано около 5,4 млн туристов, в 2011 году в сезон город посещало около 2 млн туристов.
Паттайя — самоуправляющаяся муниципальная единица, покрывающая районы Наклыа, Нонгпры и части районов Хуаяй и Нонгплалай. Город расположен в так называемой Индустриальной зоне Восточного побережья Таиланда. Условно делится на районы Наклыа, Центральная Паттая, Южная Паттая, Пратамнак, Джомтьен и Наджомтьен. При этом город остаётся преимущественно туристическим центром, а промышленность развита слабо.

## Название
Существует две основные версии происхождения названия города. По первой, название города происходит от имени короля Таксина, вставшего с армией в этой местности перед освободительным походом. По второй, название Паттайя это редуцирование исторического названия (тайск. หมู่บ้านพัทธยา) происходящего от обозначения свежего ветра, дующего с юго-запада.

## Климат
Климат субэкваториальный. Среднегодовой минимум — 24,9 °C (с вариациями от 22 °С в декабре до 27 °C в мае—июне). Среднегодовой максимум составляет 31,2 °С (с вариациями от 30 °C в декабре до 33 °C в апреле).
В городе чётко выражен влажный сезон, который длится большую часть года, с марта по ноябрь включительно, и чётко зависим от уровня солнечного излучения. Наибольшее количество осадков выпадает в мае (первый максимум), и в сентябре-октябре (второй, главный максимум). В июне-августе число осадков снижается, так как солнце отступает дальше в Северное полушарие.
Сухой сезон длится с декабря по февраль. Во время него осадки бывают очень редко.
| Показатель                    | Янв. | Фев. | Март | Апр. | Май   | Июнь  | Июль | Авг. | Сен.  | Окт.  | Нояб. | Дек. | Год    |
| ----------------------------- | ---- | ---- | ---- | ---- | ----- | ----- | ---- | ---- | ----- | ----- | ----- | ---- | ------ |
| Средний суточный максимум, °C | 30,7 | 31,0 | 31,8 | 32,9 | 32,4  | 31,6  | 31,3 | 31,1 | 31,0  | 30,6  | 30,4  | 29,9 | 31,2   |
| Средний суточный минимум, °C  | 23,0 | 24,3 | 25,4 | 26,4 | 26,5  | 26,5  | 26,0 | 26,0 | 25,1  | 24,2  | 23,4  | 22,2 | 24,9   |
| Норма осадков, мм             | 13,7 | 12   | 52,5 | 61,6 | 154,6 | 104,9 | 87   | 98,7 | 217,1 | 242,6 | 82,8  | 6,4  | 1133,8 |
| Температура воды, °C          | 26   | 27   | 27   | 28   | 28    | 28    | 28   | 28   | 28    | 27    | 27    | 27   | 27     |
| Источник: World Weather       |      |      |      |      |       |       |      |      |       |       |       |      |        |

## Туризм
Популярный курорт в Таиланде, в котором сосредоточены многочисленные виды развлечений, востребованные отдыхающими. Практически всю прибрежную полосу занимают пляжи, при этом вода у побережья мутная. Инфраструктура размещения включает более 250 отелей и свыше 400 гостевых домов. Имеется два платных аквапарка при отелях Pattaya Park и Centara Grand Mirage, аквапарк Рамаяна, зоопарк открытого типа Кхао Кхео, тигровый зоопарк Сирача, дельфинариум Pattaya Dolphins.
В 40 километрах от города находится международный аэропорт «Утапао», откуда можно улететь на остров Пхукет и остров Самуи.

## Достопримечательности
Недалеко от города расположено несколько зоопарков, крокодиловых и слоновьих ферм, где постоянно устраиваются всевозможные представления с участием животных. Есть океанариум «Underwater World». К югу от Паттайи находится ботанический сад мадам Нонг Нуч. Непосредственно в городе расположен парк миниатюрных копий мировых достопримечательностей Мини Сиам.
Значительных исторических или архитектурных достопримечательностей в городе нет.
Из буддийских храмов можно выделить Ват Пхраяй (Храм Большого Будды) на холме Пхратамнак, храмовый комплекс Ват Чаймонкрон (Храм Судьбы) на Южной улице, Храм Истины — строящийся деревянный храм на берегу Сиамского залива, а также дворцово-парковый комплекс Бан Сукхавади (Дворец Куриного Короля), находящийся в северной части города. К югу от Паттайи находится храмовый комплекс Ват Янасангварарам, построенный в 1976 году.
Неподалёку от вата Янасангварарам, на горе Кхао Чичан находится наскальное изображение Будды. Высота изображения самого Будды — 109 метров, вместе с цветком лотоса, на котором он сидит — 130 метров. Выполнено оно было в 1996 году в честь юбилея — 50-летия нахождения на троне короля Таиланда Рамы IX. На сегодняшний день это самое большое изображение Будды, изготовленное из золота. Рядом с Као Чи Чан находятся виноградники Сильверлейк, их уникальность заключается в том, что виноград обычно в тайском климате не растёт. Также здесь красивые пейзажи и архитектура в псевдоитальянском стиле.

## Пляжи и морской промысел
Популярное место для рыбалки, водных лыж, параглайдинга, подводного плавания и многого другого. Недалеко от побережья находятся острова (в том числе и коралловые) с отличными пляжами и чистейшей водой. Самый крупный из ближайших остров Ко Лан имеет развитую инфраструктуру и чистые пляжи. Непосредственно в городе имеются следующие пляжи: Паттайя Бич, Джомтьен Бич, Наджомтьен Бич, Наклыа Бич, Пхратамнак Бич, Вонгамат Бич, Палм Бич и Кресцент Мун Бич.
Море в Паттайе считается грязным и многие туристы с утра отправляются на ближайший остров Ко Лан, чтобы поплавать и позагорать.

## Недвижимость
В 2009—2013 годы в городе отмечен бум строительства, причём как объектов туристической инфраструктуры, так и частных домов, коттеджных посёлков. Наиболее часто встречающаяся реклама (большей частью на русском языке) — продажа или аренда недвижимости. Цены на недвижимость (как строящуюся, так и уже сданную в эксплуатацию), указанные в рекламе, соответствуют так называемой тайской квоте, то есть доступны только физическим лицам, имеющим постоянную регистрацию в Таиланде или юридическим лицам, имеющим официальный бизнес в этом государстве, тогда как для нерезидентов цены выше в среднем на 20 %.

## Население
По данным последней переписи населения, проведенной в марте 2014 году, на территории специального административного образования Паттайя постоянно проживают 113083 человека, в том числе 60940 женщин и 52143 мужчины, образуя 21460 домохозяйств.

### Религия
Большая часть населения города — буддисты (80 %), 16 % — мусульмане, 2 % — христиане, 2 % — адепты иных конфессий. При этом на территории Паттайи находится 13 буддистских храмов, 3 монастыря, 7 мечетей и несколько церквей других религий.
Имеется две православные церкви, Храм Всех Святых и Храм Покрова Пресвятой Богородицы.

### Образование
Образование дети получают в государственных и частных образовательных учреждениях. В Паттайе действуют два ДОУ при религиозных учреждениях — одно — при буддистском храме, одно — при мечети. Начальное и среднее образование дети получают в 11 государственных школах города. на 2013 год (по данным департамента образования) обучались 14917 школьников. Кроме того в городе действуют учреждения среднего специального образования, например, «Колледж делового администрирования», «Колледж дизайна», «Школа бизнеса» и т. д.

### Медицина
В Паттайе расположено несколько государственных и частных больниц. Из государственных можно выделить Государственная больница № 1 Бангламунг госпиталь (Banglamung Hospital) и более новую Паттайскую городскую больницу (Pattaya City Hospital). Из частных больниц основными являются Бангкок Паттайя госпиталь (Bangkok Pattaya Hospital), Паттайя мемориал госпиталь (Pattaya Memorial Hospital), «Паттайя интернешнл госпиталь» (Pattaya International Hospital). Также в городе имеется множество частных косметических, диагностических и стоматологических клиник, районные общественные центры здоровья. В городе 484 аптеки, в том числе 22 аптеки народной медицины.
Бесплатная медицинская помощь для иностранцев отсутствует.
По данным на 2014 год в городе 6806 престарелых, получающих социальную помощь, 1137, получающих пособие по инвалидности, 242 человека больны СПИДом.

### Фаранги и туристы
Фактически в городе по данным мэрии на 2014 год может проживать около 500 тыс. человек, большая часть из которых не зарегистрированы официально. Среди них большая часть — приезжающие на заработки жители Юго-Восточной Азии, работающие без соответствующей регистрации, граждане других стран, нелегально проживающие в Паттайе на постоянной основе, а также туристы, находящиеся в городе короткий срок, например, проездом. Основной этнической группой являются тайцы, также присутствуют китайцы, японцы, корейцы, вьетнамцы, выходцы из Юго-Восточной Азии, стран Персидского залива. Выходцы из стран бывшего СССР составляют немалую долю населения, поэтому в Паттайе можно встретить заведения с русскоговорящим персоналом. Русскоязычные туристы нередко остаются в Паттайе («фаранги»), покупая квартиры или дома.

## Города-побратимы
- Шымкент, Казахстан

## Галерея
- Залив Паттайя
- Пляж
- Паттайя ночью
- На улице Soi 11/1, рядом с пляжем Джомтиен
- Пляжная улица
- Вид из отеля на побережье
- Памятник адмиралу Кьянтивонгу
- Улица Таппхрая
- Южная улица. Комплекс «Красный дракон»
- Жилой комплекс «Наджомтиен»
- Пляж Джомтьен
- Пляж Palm Beach
- Пляж BJ Beach на севере Паттайи
- Администрация Паттайи